# エア・ギアの登場人物
エア・ギアの登場人物（エア・ギアのとうじょうじんぶつ）では、大暮維人の漫画『エア・ギア』、またそれを原作にした同名のテレビアニメ・OADに登場する人物について説明する。

## 小烏丸（こがらすまる）
Bクラス。南樹がリーダーとなって立ち上げたA･T（エア・トレック）チーム。2人の王（「牙の王」鰐島咢と「嵐の王」南樹「炎の王（仮）」美鞍葛馬）と1つの玉璽（牙）を保有する。以前は炎の玉璽も保有していたが、アイオーン・クロック・左安良によって奪われた。チーム名の由来は同名の日本刀の「小烏丸」から。掛け声のフレーズ「小烏丸ブッ殺っ!（こがらすまるぶっころっ!）」は、いまいち不評。アジトは東雲東中学校一帯。
南 樹（みなみ いつき） / イッキ
声 - 鎌苅健太（TVアニメ） / 岡本信彦（OAD）、寺田はるひ（幼少期）
身長167cm、体重52kg、14歳、B型
本作の主人公。中学2年生→3年生。野山野梨花が8歳の頃「南のおじさん」から預けられ幼少より野山野家で暮らしていた。髪の中に「クゥ」というカラスを飼っており、本人も「カラス」というあだ名で呼ばれる。天性の運動センスの持ち主でケンカに強く、東中ガンズのトップだったが、チーム「髑髏十字軍」に敗北。その後、野山野林檎らにA･Tを教わったことを切っ掛けに「飛ぶ」ことに魅了され、仲間達とチーム「小烏丸」を立ち上げる。アントニオ猪木の大ファン。他人には見せないがかなりの努力家。
野山野家の姉妹とは喧嘩ばかりだが、家庭に負担がかかるとしてバイトをしたり、修学旅行に行かなかったりなど家族のことは心の奥で思ってる模様。
"翼の道（ウイング・ロード）"を走り「『空の王』に最も近い男」と呼ばれていた。鬼三十三間堂（デビルズサーティ・サーティ）で負った膝の怪我で入院していた際、武内空から"翼の道"風を掴む力を教わり、特訓の成果である程度使いこなせるようになる。そのため、A･Tを始めて間もないが王レベルの力を持つ。
シムカの誘いにより、一時的に「ジェネシス」の形式的な総長を務めた。「ジェネシス」の総長として「眠りの森」総長である林檎と戦い、駆け付けた枢によって風の玉璽を得て引き分ける。そのバトルで自分が空を目指す理由を見つめ直し、自らの翼で飛ぶために居心地の良い野山野家を去った。
武内空が枢の作った風の玉璽と石和を奪い、再起したことにより「ジェネシス」総長の座を追われる。実の兄のように慕っていた空に裏切られたことで絶望し無気力になるも、スピット・ファイアがA･Tのメモリースティックに残した最期のメッセージにより気力を取り戻す。この際、コロ爺より新たに"凱嵐の道（ハリケーン・ロード）"（嵐の字は「嵐」が二つ）「嵐の王」の名を貰い受け、これまでは一部しか見えていなかった技影（シャドウ）が無数の翼を携えた剣の巨鳥に跨る漆黒の剣士の姿としてはっきりと出現した。
玉璽は不要であると考えていたが、白狼会との一戦で玉璽と調律者の重要性に気付き、枢に"嵐の玉璽"の制作を依頼する。
カズ戦での空気の壁や無機ネット戦で空と同じ技を使っていることから風を掴む力は完璧に仕上がっていると言える。また、カズ、ブッチャ、咢と協力して"無風の結界"と呼ばれる技を編み出しており、咢はこれが武内空に対する切り札になると見ている。
空母での戦いでは仲間たちを先へ進ませ妙子とともに甲板に残り、待ち受けていたチーム「ブラック・クロウ（鵺）」と交戦。後にミツルやファルコを筆頭に、アイオーンによって集められたかつての強敵たちと合流、正体を明かした首吊り男=ブラック・バーンの助けもあり、激しいタイマン勝負の末に鵺に勝利する。鵺から雷の玉璽の核を譲り受けて宙（ニケ）と戦うカズの下へと現れ、既に所持していた轟、雷のほかに牙、炎、石の玉璽をそれぞれ咢、カズ、シムカから託され、林檎に嵐の玉璽を作成するための調律を依頼する。
空の玉璽を持った空との最終決戦では林檎との2対2のタッグを組み、中盤まで互角の戦いを繰り広げるも、本気になった空に圧倒される。
その後、風を完全に掴む事に成功し対等に戦える様になり、最終的には空の予想を遥かに超える成長速度により勝利した。
vsジギー＆スレイプニール戦時の戦レベルは117。名実共に〝王〟と名乗ってもいいレベルに達しており最終決戦では350まで上がった。
少年漫画の主人公としては謎が多く、どういう血統であるかは作中でも深くは掘り下げられていなかった。
かつて使用していたA・TはSCE FOOT-WEAR FORTFIYシリーズの1つ。
美鞍 葛馬（みくら かずま） / カズ
声 - KENN（TVアニメ） / 入野自由（OAD）
身長約165cm、体重49kg、14歳、A型
イッキの幼馴染みで親友。ニット帽がトレードマークだが本気になると脱ぐ。美少年で女子に人気があり、イッキに影響されてA･Tを始める。小烏丸では珍しく誠実な性格のためか超個性的な他のメンバーに比べて存在感が薄く、「ウスィーの」などという不名誉なあだ名を付けられている。全国に生中継されたベヒーモス戦以降、その存在感の薄さが一部の女子に人気らしい。
両親は海外に出張しているため、美人の姉と二人暮らし。両親の国籍は不明だがハーフ（イッキ曰く「ブリティッシュハーフ」）で、特徴的な金髪は地毛。幼い頃からイッキと林檎の関係を知っているため、二人が対立していくことに心を痛めている。当の本人はかなりの朴念仁で、エミリの熱烈なラブコールには一切気が付かない。カナヅチだが、回想シーンでは泳いでいる場面もある。
長い間イッキの影に隠れて生きてきたことからプレッシャーに弱かったが、サーベルタイガー戦で克服した。この時「イッキとは違う道を走る」ことを決意し、スピードタイプのライダーとして活躍するようになる。その俊敏な動きは姿を捉えるのも難しいほどで、物語序盤からすでにFクラスのレベルをはるかに超越するスピードを誇っている。そのスピードは咢やアイオーン、宙（ニケ）も認めるほど。
技影（シャドウ）名は「ステルス（戦闘機）」。ネットでの通称もこれと同じ「ステルス」だが、宙（ニケ）との戦いでは新たに燃え盛る蹄を持つペガサスの技影（シャドウ）が現れた。
イッキの入院により代理として小烏丸のリーダーとなった際、イッキと間違われて蛾媚刺に襲われる。この際、救助に駆けつけたアイオーンや鵺の自分とはレベルの違う戦いを目の当たりにしてやる気を失うが、二度目のアニマルハウス戦におけるブッチャとエミリの奮闘する姿に闘志を取り戻す。さらに自殺を図った王蟲を助けるため、かつて1度だけ目にしたスピットファイアの"炎の道"の技を見よう見まねで繰り出し、その場にいたヨシツネを驚愕させた。このほかにもオマハ大統領（と意識が入れ替わったエミリ）やノートダグの技を1度見ただけでコピーするなど、器用な一面もある。
スピットファイアから重力子と空の玉璽の話を聞かされ「炎の王」の後継者として指名を受けるも、突如現れた武内兄弟と敵対し、スピットファイア、アイオーンと共に彼らと戦うがその圧倒的な力に敗れる。炎の玉璽を託されて1人逃がされ、海人とアキラに保護された。その後、スピットファイアが遺した玉璽に隠されたメモリースティックから彼の最期のメッセージを発見する。
後に隠していた炎の玉璽を奪われた（実際は力量不足なカズが玉璽の力で自滅しないため、アイオーンが預かっていた）ショックで新興宗教に一時入団するが、そこで教祖役のアルバイトをしていたイッキと（相手がイッキだとわからないまま）バトルを行い、足元にも及ばないと思っていたイッキと対等に戦ったことで活気を取り戻す。この一戦以降時の技を使えるようになる。
才能に対する劣等感から圧倒的な実力派ライダーの前に精神的に屈服する機会が多いが、彼らとは年単位での経験の差があり、同時にイッキと並ぶ成長を考慮すれば、むしろ彼も天才と言える。
vsジギー＆スレイプニール戦時の戦レベルは89。樹と同様に名実共に〝王〟と名乗ってもいいレベルに達している。
空母での戦いではガムによって捕らえられたと思われたが、実際はガムによって保護され、アイオーンと共に宙（ニケ）を誘導してきたオニギリに加勢する。1度は倒したと思われたが、渾身の技を利用されてアイオーンとオニギリを倒され、自らも窮地に陥るがロン・ホーツ・ボーン・街と炎の玉璽を通じて仲間たちの技の記憶（スピットファイア、アイオーン、オニギリ、ヨシツネ、イッキ）を借り受け、途中ベンケイの助太刀もありながらも、それぞれの道の複合技で遂に宙（ニケ）を倒す。宙には「せいぜい戦レベル200〜250程度」と言われていたが、炎の玉璽の真の力を引き出した際には戦レベルが計測不能となっていた。その後は現れた本物のイッキに、皆の魂と共に炎の玉璽を託したが、技術も経験もない彼が宙（ニケ）を倒すにはその命を燃やして戦うほかなく、カズ自身は戦線離脱を余儀なくされた。
オニギリ
声 - 菊池正美（TVアニメ） / 大畑伸太郎（OAD）
"腐臭の道（スメル・ロード）→腐海の道（スメラード）"を走る、イッキの幼馴染みのデブ。物語序盤から登場しているが本名は不明。家は不味い中華料理屋の満珍楼（ただし、スイカラーメンは好評）。可愛くない妹が一人いる模様。また分厚い壁を隔てても風呂などの内側をリアルにイメージすることが可能で、さらにそのイメージを他人に伝えるという超能力まがいのこともできる。
女子のスカートの中を見るために生み出した、頭上にA･Tを乗せて、逆さになった状態で走る走法をとる。"腐臭の道（スメル・ロード）"は自らの汗の余りの臭さで、相手の中枢神経を侵し、一種の催眠状態にしてしまうというもの。技影ではないが、汗の蒸気が鎧などで武装したブタを形どる。ほとんどのバトルで悪ふざけをして負けているが、対戦相手が女性だと力を発揮し、容赦なく自分のペースに持ち込もうとする。
旧眠りの森解散直前の年頃の梨花にて初コイならぬ発情コイた。
現在の戦レベルは36と小烏丸の中では最弱だが、エロの鉄人でスイッチが入った際の力は凄まじく、無機ネットの梨花を相手にした際の力は、旧眠りの森解散直前のキリクと同等の強さに匹敵するほどの走りを魅せることもある。また、宙（ニケ）の横暴で憤怒の頂点に達して、それをエロに変換した際は戦レベル326を計測し、さらにMAXでは戦レベル360を叩き出した。
そのエロ豚ぶりから女子人気は最低であり、事実最悪の変態ではあるものの、「笑ってる女の子はそれだけで奇跡」「その笑顔（キセキ）が1つでも増えるなら、俺の人生100回分でもお釣りが来る」と、本気で言い切れるほど、女性には敬意を払っている模様。
空母での戦いではサロメを難なく撃破するものの、彼女を廃棄しに現れた宙（ニケ）に激怒。宙（ニケ）の姿に女の子（この場合は石渡さん）のイメージを投影することで、宙（ニケ）をもって「危険」と言わしめるほどの戦闘力を発揮するも肝心の宙（ニケ）自身はフェイクの爆弾であり、本物の宙（ニケ）によって窮地に追いやられる。宙（ニケ）の攻撃を受けつつもなんとか彼を誘導しアイオーン、カズと合流するも圧倒的な実力差に敗れ、カズに逃げるために時間を稼ぐが宙（ニケ）に倒された。その後は炎の玉璽を通してカズに助力し、駆けつけたイッキによって保護されるもカズと同様、戦線を離脱する。
御仏 一茶 / 仏茶（みほとけ いっさ / ブッチャ）
声 - 上別府仁資（TVアニメ） / 三宅健太（OAD）
元チーム「夜王」のリーダー。身長192cm、体重200kgを超える巨漢で、ウォールライドオタク（壁バカと書いてクライマーと読む）。4駆のA･Tを使用している。「夜王」時代は学校を影で支配し、自分に歯向かったカズとオニギリを叩きのめした。イッキとの戦い以来仲間意識が芽生え、今ではチームの一員に。オニギリと合わせてブタ兄弟（肌の色から咢からは「コーヒー豚」）などと呼ばれる。寺の住職の息子で金持ち。折原の妹とは現在もチームに内緒で交際しているらしい。お色気に弱く、女性の裸を見ると必ず鼻血を出す。
持ち味のパワーを生かし特攻隊長（兼食料大臣）を務めるが、同時に冷静な分析能力も備え参謀的な役割もこなす。その巨体の腹部には脂肪ではなく大量の血液が貯まっており、見かけとは裏腹に体脂肪率は10%前後しかない。血液が酸素ボンベの役割を果たすことで、長時間水中にいても息が切れることはない（最大で20分ほど）。
技影は戦車。腹に溜まった血液を上半身に送り込むことで、一時的に筋力を強化する「バンプアップ（上半身のマッチョ化）」が得意技。ただし脳が酸欠状態となるため連続での使用はできず、筋肉への負担も大きい。後にスピードの無さを補うためにバンプアップを反転させた「軽戦車モード（下半身のマッチョ化、上半身のスリム化）」を編み出し、これによって重力子すら感知出来ないスピードを得た。特訓の成果から水の中の走り方を知っており、さらに腕のみをバンプアップすることで潜水能力を強化することもできる。
体格に恵まれ、常に相手より優位に立って生きてきたためメンタル面が弱く、バトルの重要な局面で些細なミスを犯し、バトルにおいての白星はEランクの無名チームメンバーから奪った2つだけであり、重要なバトルでは常に僅差で敗れている。後にその弱点を克服するため滝に打たれる苦行を乗り越えて鋼の精神力（自称）を手に入れた。
夜王時代のころの戦レベルは22だが、グラム・スケイル・トーナメント開始時の戦レベルは64、vsスレイプニール戦時の戦レベルは68。
空母での戦いではウェルと海中戦を繰り広げ、「石の王」の資質を見せつけ相手が本調子では無いものの辛くも撃破に成功する。
鰐島 亜紀人 / 咢 / 凛鱗人（わにじま あきと / アギト / リンド）
声 - 菊池こころ（TVアニメ） / 白石涼子（OAD）
身長142cm、体重38kg、14歳、AB型
眼帯の位置を移動させる事によって人格が変わる多重人格者。妊娠していた初代荊の王ガゼルの自殺遺体を回収した南博士が、海人との間に宿った胎児に脳基移植させ成長させて作った人物。右目を隠す時が亜紀人、左目を隠す時が咢であり、二人の力を合わせる際は眼帯を外す。記憶を共有し会話も可能で、どちらも英語が堪能。美少年で女子からの人気も高い。また、この2人とは別に凛鱗人という人格も持つ。現在は海人から離れ、イッキらと行動を共にする。
亜紀人は女性のようにおしとやかで優しく、自分を「檻」から解放してくれたイッキに並々ならぬ好意を寄せている。林檎に比べて行動的かつ積極的で、イッキから何度もキスを奪ったり、一緒に眠る際に「やっぱりパンツは穿いてない方がそそる？」と挑発的な発言をしたりと、いつもイッキを困惑させている。
洋の東西を問わず諺について詳しく、チームの窮地に諺を引用して助け舟を出す事もしばしば。
普段は大人しいが、それでも鰐島の血を持つ者なので、怒り出すと手がつけられなくなるらしい。枢を恋敵として認識している（亜紀人いわく「かなりの強敵」）。
この体の二人目の人格である。
咢は"血痕の道"を走る現「牙の王」である。「FUCK!」が口癖で凶暴かつ挑発的だが、冷静な判断力を持ち合わせ、林檎やウェルに、戦いの天才（ジーニアス・ファイター）と呼ばれる。この体の三人目の人格。子供っぽく、アイスをよく食べている。ベヒーモス戦前での戦レベルは88だが、宇童アキラ戦において牙の玉璽無しで牙を放った時にカズのリードには戦レベル99と表記された。vsスレイプニール戦時の戦レベルは122で小烏丸トップ。
トールとの戦いにおいて止めをさす際、5秒間の猶予を与えたり、カズと連携してトリックを魅せたりと、初期に比べて若干性格が丸くなっている。
凛鱗人（リンド）は脳基移植（ブレインチャージャー）によって移植された一人目の人格。"はじまりの翼"ガゼルの能力と記憶を受け継いでいる。この移植が原因で亜紀人の人格が生まれ、凛鱗人は眠っていたが、ウェルとの戦いで苦戦する咢を押しのける形で覚醒した。咢よりも牙の玉璽を使いこなし、咢では考えられないほどの怪力を発揮する。覚醒時には髪型がオールバックになり、対戦相手のことを「ウンコクズ」と呼ぶなど、容貌や性格が海人を連想させるものになる。瞳には斜めの十字が浮かび上がり、他の重力子とは形状が異なる。好戦的で女好き。
亜紀人は海人の厳しい練習で「牙の王」となるが、教わった走りで人を傷つけ、その時から兄にペットとして檻に閉じ込められてしまう。A･Tで走れなくなった亜紀人を守るために咢の人格が生まれた。ゆえに互いに特別な存在となっている。
昔マル風Gメンとして海人の下で仕事をしていた。先代「牙の王」宇童アキラとはマル風Gメン時代の仕事仲間で共にA･Tの腕を磨いた親友だったが、アキラが恋人のために咢を裏切り、牙の玉璽を奪われた。咢は牙の玉璽を取り戻すためにイッキ達を利用していたが、徐々に心を開き不器用ながらチームのことを考え行動するようになる。イッキと共に野山野家に居候していたが、共に野山野家を出て行き、共に公園や河原で野宿している。
技影名は「海の王（リヴァイアサン）」で、巨大なサメ。アキラ戦では玉璽無しで「牙」を放つ荒技も見せる。ウェル戦では凛鱗人が覚醒し、それまで劣勢だった咢に代わり「無限の牢獄（インフィニティ・ジェイル）」によってウェルを圧倒するが、その後の水中戦で咢が精神プロテクトを破り再び凛鱗人を眠らせる。牙の玉璽がほとんど機能していない状態で「最強の『牙』」を生み出し、ウェルを下す。
体格ゆえフィジカル面に弱みを持つが本人に鍛える気もなく、それを牙で補うため足に負担がかかり、体と技の悪循環を生んでいる。驚異的な精神力で支えてきたが、その精神力にも人間らしさを持ったことによる「死の恐怖」などによって陰りを見せていた。
かつては亜紀人が咢の調律者をしていたが、亜紀人は"音の時間割"を持っていないために、咢の「音」と玉璽の「音」を正確に合わせることが出来ていなかった。そのため牙の玉璽の機能の76%が起動していなかった。その後、「無機ネット」戦の最中に、中山が咢の調律者となり、旧・牙の王ファルコを一撃で迎撃する程の力を手に入れる。
空母での戦いではアーサーおよびシャーロットと交戦。途中乱入した海人と覚醒した凛鱗人の助けもあって彼らを倒し（なおこの時、咢と凛鱗人の人格が同時に表出し、戦レベルが302にまで跳ね上がった）、武内空を倒して欲しいと願う彼らの思いを自らに移植（チャージ）し、その後はイッキに牙の玉璽を託した。
使用A･Tはsand･tiger
安達 絵美理（あだち えみり） / エミリ
声 - 石井翔子（TVアニメ） / 小林ゆう（OAD）
身長152cm、B89/ W63/ H83
東雲東中学女子陸上部員（ヒガチューリクジョ（東中陸女））で、「小烏丸」のサポーターから正式メンバーとなる。弥生の親友。中学生にしては胸がかなり大きい。登場時は「夜王」に怯える平凡な少女だったが、現在ではその頃からは考えられないほど攻撃的な性格になっている。「夜王」の脅しにより弥生とともにイッキのイジメをやらされていたが、自分を犠牲にしてでも仲間のために戦う姿を見てからカズに好意を持ち、「カズ様」と慕っている。カズに熱烈なラブコールを送っているが、気付いてもらえない。中盤からA･Tを始め、チームの戦力になる。通称根性系ライダー。
外見からは想像も出来ないが、パワー型の蛾媚刺を押さえつけるほどの怪力を持つ。
家は果物店。「大会ではいつも（順位が）真ん中のスーパー凡人」と言っていたが、中山いわく、実は500mを1分切るほどの速さで走る脚力の持ち主。高所恐怖症。
ニケ（宙）達の襲撃によりオマハと精神が入れ替わり、今は合衆国側に保護されている。
中山 弥生（なかやま やよい）
声 - 吉本理江子（TVアニメ） / 早見沙織（OAD）
身長157cm、B79/ W55/ H77
東中陸上部員で「小烏丸」のサポーター。絵美理の親友。普段は長髪を下の方で二つに結び、髪を下ろすと咢には認識されない。最初はイッキに恋心を抱いていたが、自分よりも林檎の恋を応援するうちにその気持ちは消滅していき、亜紀人（咢）に好意を持つようになる。青汁を愛飲している。
"閃律の道"の素質を持ち、時計を見ずに時刻を答えたり、「トゥール・トゥール・トゥ」が奏でた歌がただの歌ではなく「裏の周波数」を持つ「鳥の声」であることも見抜く。「無機ネット」戦の最中、亜紀人により調律者としての才能を見出され、咢の調律者となる。
家は工務店。父親はエミリの父親とも縁があるらしい。枢とは仲が良く小烏丸の近況報告などをメールでやり取りしている。

## 眠りの森（スリーピング・フォレスト）
特Aクラス。かつて武内空が立ち上げた伝説のチーム。チームの消滅後、キリクが再び作り上げた。名目上の総長は林檎。メンバー全員が"重力子（グラビティ・チルドレン）"と呼ばれる者達で、何かしらの王を名乗る。現時点で確認できるのは、旧・「眠りの森」を葬った第一世代の"重力子"5人と、第二世代の"重力子"である野山野三姉妹の3人である。「森の中」では瞳孔にキリクと同じ十字が浮かぶ。トロパイオンの塔の頂点に君臨し、空の玉璽を狙うライダー達を狩っており、自らの玉璽による全ての玉璽同士の対消滅を目的としている。空を飛ぶ"恐さ"を知っているためか、玉璽の消滅こそが本当の"自由"と考えている。メインエリアはトロパイオンの塔の最深部。メンバーは"トロパイオンの掟"に縛られ、それを恐れている。
野山野 林檎（のやまの りんご） / リンゴ
声 - 伊瀬茉莉也（TVアニメ） / 戸松遥（OAD）
身長157cm、B84/ W57/ H81、AB型
リカとは血のつながりがなく、ミカン、ウメとともに「南のおじさん」からリカのもとに預けられている第二世代の"重力子"。イッキの同居人にして幼馴染み。赤毛でツインテールのメガネっ娘。とても真面目な性格。
「眠りの森」の正統後継者であり、現総長。眠りの森での通り名は「クレイジーアップル」。キリクと共にトロパイオンの塔の頂点に位置する現在の"荊棘の道（ソニア・ロード）"を駆ける「荊の王」。技影名は「禁断の果実（クレイジーアップル）」で、荊を纏った女神が浮かび上がる。塾に通っており、成績はかなり優秀。イッキに好意を抱いているが、当のイッキは全く気付いていない。やきもちを焼いているときは、信じられないほどの怪力を発揮する。ただし、嫉妬深いというわけではないらしい。イッキと敵同士となった後も以前と同じように好意を持ち続いている。
A･Tライダーとしては暴風族の抗争といったしがらみより自分の力で積み上げた「自由」を好んでいる。
最初は「小烏丸」を応援する立場だったが、ジェネシスの総長となり風の玉璽を手にしたイッキを「風の王」と認め、完全に敵と認識。シムカを襲撃した事に端を発しイッキとは死闘を繰り広げる（戦いは互いの玉璽が壊れて引き分けに終わる）。この時のイッキの玉璽は、はこが作った試作品であり、林檎もまたイッキとその"無限の空"に巻き込まれそうになった新聞配達人を庇うために「守り」に徹した結果であるため、互いに本当の力でぶつかっていた場合、どうなっていたかはわからない。
"トロパイオンの塔"の気密が解除された超高気圧空間（「森の中」）で、地上と同じように走れるただ一人のライダー。彼女の"荊の道"は常に肺に高気圧の負荷をかけるため、周りが超高気圧状態に陥っても普段と変わらない感覚で走ることが出来る。むしろ、荊棘の道は超高気圧空間内でこそ真価を発揮する道である。それこそが彼女が「眠りの森」を率いている最大の理由であり、「森の中」で彼女に勝てるライダーは存在しない由縁である。ゆえにキリクからは「森の女王」と呼ばれる。
使用しているA･Tはア・ベイシング・ベイプのBAPESTAR IIIにスピード重視のチューンをしたもの。
空母での戦いではエミリ（の姿をしたオマハ）とともにトゥール・トゥール・トゥの護衛についており、破損した空母の機能を自らで代用する枢に代わり、イッキに調律を依頼される。
樹と共に空＆梨花との2対2に参戦し互角の戦いを繰り広げる。
最終決戦時の戦レベルは320。
クロワッサン仮面（スク水仮面）
小烏丸の危機に登場する凄腕の助っ人ライダー。チーム存亡をかけた小烏丸の窮地に、咄嗟に演劇部から拝借したスクール水着に帽子、仮面、マント、巻き毛のカツラという格好をしている。名前の由来は巻き毛の部分がクロワッサンのようだからだが、その風貌からスク水仮面という名称の方が定着している。ベヒーモス戦後、小烏丸とともにワールドクラスに有名になる。
正体はばれていないと本人は思っていたが、オニギリがそのにおいを嗅ぎ分けたので小烏丸メンバー全員が正体を知っている。正体がばれた後もリンゴとスク水仮面は別人物だという演技をやめない。
ベヒーモス戦時、シムカに衣装をすり替えられ、局部と乳首をリボンで隠しただけの変態仮面の格好をさせられることになった（原作の変態仮面の衣装は、元々アダルト系のコスチュームショップで市販品されていた衣装をモデルとしている）。後に下着姿でも登場している。
野山野 樒柑（のやまの みかん） / ミカン
声 - 細川聖可
身長164cm、B79/ W60/ H79、O型
リカとは血のつながりがなく、リンゴ、ウメとともに「南のおじさん」からリカのもとに預けられている第二世代の"重力子"。高校生。性格も外見もボーイッシュ。一人称は俺。"風爆の道（ゲイル・ロード）"を走る風系の「王」。眠りの森の「風神」。博識であり、イッキが犬山と戦った際にアドバイスし、彼が「翼の道（ウイングロード）」を見るきっかけを作った。かなりのプロレス好きで、同居人兼下僕のイッキに対しての肉体的制裁は主に彼女が担当。アイオーンを圧倒しているところを見るとかなりの腕前の模様。「眠りの森」の一員。「森の中」において瞳孔に十字が浮かぶ。ラーメンが大好物。
使用しているA･Tは「ネイキ」のエア・ジョーダムIをパワー（トルク）重視仕様にチューンしたもの。
野山野 白梅（のやまの しらうめ） / ウメ
声 - 埴岡由紀子
10歳。A型
リカとは血のつながりがなく、ミカン、リンゴとともに「南のおじさん」からリカのもとに預けられている第二世代の"重力子"。手先の器用さは契の王並で、人並外れてメカいじりが得意。小学四年生ながら「眠りの森」の一員で"機紡ぐ姫（プリンセススピナー）"と呼ばれる、契の王と同系統の「王」。並外れた運動神経をしたイッキでさえ習得に苦戦したA･Tを「2、3日で大抵の事は出来るようになった」らしく、作者は一巻巻末で「素質だけなら姉妹1かも」と発言している。語尾は「〜でし」。趣味はゴーゴン人形を作る事。
普段はイッキにいじめられてばかりの彼女だが、トロパイオンの塔ではA･T無しのイッキをこてんぱんに打ちのめした。それでも眠りの森のメンバー中では1番弱いとの事。「森の中」において瞳孔に十字が浮かぶ。
使用するA･Tはコンボース・オールスターズ。外見程度のカスタムにもかかわらず、A･Tに強力なカスタムをしているミカン、リンゴの走りについていっているらしい。
蛾媚刺（ガビシ）《ガビシの媚は月に眉》
「眠りの森」の一員で「角の王」。髑髏の仮面をかぶった黒服の男。上着の下には戦った相手の仮面を貼り付けている。素顔は長髪の青年で、鼻の部分に傷がある。アキラ、アギトの「牙」と同じ原理の"無限の空"を使う。パワー型のライダーながら、スピード派のライダーに劣らないスピードを持つ。技影名は「貌なし（スキンフェイス）」。両手が長いライフル状のバッタらしきものが浮かび上がる。
「ジェネシス」のライダーを襲撃し、標的の顔の皮をA･Tのホイールを用いて剥ぐという残酷性を見せる。アイオーンや鵺の手で「ジェネシス」に捕われ、王蟲から"口封じ"を受けるが、最後は王蟲と共に釈放される。一応走れるようには回復したようだが、まだ言語機能が完全には回復していない。空達と共に地上に上がった第一世代の"重力子"の1人。「森の中」において瞳孔に十字が浮かぶ。
王蟲（オーム）
「眠りの森」の女性メンバーで"泡翠の道（ラザー・ロード）"の「水の王」。「泡爆滅殺（バブルガムクライシス）」の"無限の空"を持つ。技影名は「水鉛師（ラ・モリブデンスタ）」。小柄な女性でありながらベンケイにも当たり負けしないパワーを持つ。
普段はソナーなどの最新機器が入れられている四足歩行のような形の着ぐるみを着ていて、これで諜報活動を行う。頭の両側についた団子状の髪の束は紐のようになっていてロープ代わりに使用できるが、ベンケイとの戦いで両方とも千切れてしまう。強い人と甘いもの（特にチュッパチャップス）が好き。「トロパイオンの掟」に従い自殺を図るが、ベンケイとカズによって命を救われる。彼女もまた第一世代の"重力子"の1人。瞳孔に十字が浮かぶ。蛾媚刺と行動を共にしている場合が多い。
キリク
声 - 宮田幸季（OAD）
リンゴと共にトロパイオンの塔の頂点に君臨する「石の王」で、旧・「眠りの森」の一員。
空の玉璽が世に出るのを恐れ、その流出を阻止するため、旧・「眠りの森」を壊滅させ、空の玉璽の守人として今の「眠りの森」に作り変えた。
シムカとは1つの細胞から分かたれた双子の兄（異性一卵性双生児）。相手の行動に対し採点をする癖がある。空達と同じ第一世代の"重力子"で、空の玉璽の流出を危惧し、「眠りの森」に加わるが空の真意を知り離別、各地に散った"重力子"を集め、旧・「眠りの森」を壊滅させた。"重力子"の中でも特別な存在であり、6年前の旧・「眠りの森」壊滅時点では「1G」、つまり地上においても重力子としての能力を失わない唯一の男であった。旧・「眠りの森」を壊滅させた後、自分自身も心の底では「全てを背負ってなお飛べる人間がいる」と信じていたため、コロ爺（校長）とジャ婆に空から奪った破損した風の玉璽の核"バグラム"を預けた。旧・「眠りの森」壊滅直後に、石の玉璽をニケ（武内 宙）に奪われたが、「石の王」を名乗り続けている。
小烏丸のことを「楽しいチームだな」と言っている。
かつて空の命を2回助け、3度目はないと言っていた彼だが、やはり彼のことをまだ友人だと思っていたようで、物語終盤でのバトルの末、決定的なチャンスを得るが、それでも彼は空の命を奪うことをしなかった。しかし、これが直接敗北の原因となり、『空の玉璽』を手に入れた空によってすれ違いざまに首を捥がれた。
その際、怒りでバトルレベル554という宙すらも上回る作品屈指（測定不能のカズを除く）の数値を叩きだし、裏切られた悲しみで血の涙を流しながら空を迎え撃つが、それでもレガリア・オブ・レガリアスを手に入れた彼には敵わなかった。
蜷（ニナ）
「眠りの森」の一員。第一世代重力子。ヨシツネやアーサーと同じく轢藍の道（オーヴァ・ロード）を走る「王」。スレンダーな少女だが巨躯のアーマーで全身を覆っており、登場からしばらく本体を見せずにいた。アーサーと同じように「位相共役光差」を用いて幻の人物像を出現させることができる。
鬼睡蓮（オニバス）
「眠りの森」の一員。第一世代重力子。鵺と同じ、紫電の道（ライジング・ロード）を走る「王」。若い男性だが、普段はSHOT&SHOTと書かれたテープを顔に巻いて素顔を隠している。鵺と同じように「α電磁波」を用いて相手の脳内に幻の像を生じさせることができる。

## 創世神（ジェネシス）
トロパイオンの塔を征服するためにのみ存在する、渡り鳥のシムカが総長を務める史上最大の暴風族連合（メガストーム）構成員362名、3人の王と4つの玉璽を保有する。シムカの一存で一時的に小烏丸の形式的な傘下チームとなる（そのため小烏丸を含めると5人の王と6つの玉璽を保有することになった）。「眠りの森」とは対極の位置に存在するとされていたが、実は旧・「眠りの森」と同じで、空の玉璽を武内空が手に入れるためだけにニケ（武内 宙）によって創世されたチーム。現在、米軍と協力して行動している。
武内 空（たけうち そら）
声 - 宮本充（TVアニメ） / 鈴村健一（OAD）
ジェネシスの真の総長で創世主（ジェネシスマスター）。ジェネシスの「風の王」。かつて「疾風の狼（ウルブス・ガーレ）」と呼ばれ「空の王」に最も近づいた男。キリクに旧・「眠りの森」を壊滅させられ、自分も両足の腱を切られて1度はライダーとしての道を断たれた。そのため現在は基本的に車椅子の生活である。
スケベでひょうきんな面倒見の良い兄貴分を演じていたが、本性は非常にプライドが高く、「空の玉璽」に執着する飽くなき野心家であり、自分以外の存在を全て見下し目的のためなら人を散々利用することも殺すことにさえ何の躊躇も無い、残忍で無慈悲かつ冷徹にして狡猾な性格。彼の異名はその本質からきている。
機能を失った脚を切り落とし、A･T型の義足を装着。風の玉璽を組み込み「風の王」としての能力を取り戻した。
イッキを育て上げることで、自らの計画のパーツの1つとして機能させようと画策していたが、イッキの予想以上の成長などの要因により計画を変更して「風の玉璽」を強奪し、同時に自らの計画の役に立たなくなったイッキを切り捨てた。
またこの前後に、弟のニケ（武内 宙）とともに、自分に歯向かった「眠りの森」時代の仲間のスピット・ファイアを戦いの末、殺害。戦レベルに換算して300を軽く超える（はこ談）圧倒的な強さと「風の玉璽」の威力を見せ付ける。
第一世代の"重力子（グラビティ・チルドレン）"の1人で、現石の王・ニケ（武内 宙）とは双子の兄弟。塔の中では「SA-503B」と番号で呼ばれていた。初めて地上に出たとき空を見た感動から自らを「空」と名付ける。幼年期に無能として処分されかけたところをキリクに救われたことに強い怒りと嫌悪を覚えているようである。
物語終盤、キリク率いる眠りの森を倒し、空の玉璽を手に入れる。その際、トロパイオンの塔の真の姿を起動させ、実質的な世界の王となった。空の玉璽を手に入れた際、不良品としての自分のパーツを捨て、目と耳を潰した。
その際髪は真っ白になり、特徴的だった細い目は完全に開いている。
最終局面、自分と対等に戦えるようになったイッキを認め、ようやく本気を出した。それは、ただシンプルに「A･Tにバッテリーを入れる」というもの。
彼は今まで1度もA･Tにバッテリーを入れたことがなく、ただの車輪のついた靴としてA･Tを使っていた。その際、1度の移動で人の目では追い付けないほどの超スピードで動いて見せ、移動した風圧だけでイッキを吹き飛ばした。
これによってイッキは絶望してしまうが、「移動するときに嫌でも纏ってしまう風の動きを読む」ことで空を捉えることに成功した。
その後はイッキの異常なまでの成長速度に追いつけず僅差で敗北した。
シムカ
声 - 田中理恵（TVアニメ） / 川澄綾子（OAD）
身長158cm、B92/ W59/ H88。おそら: 別名「渡り鳥（ツバメ）のシムカ」。ジェネシスの「契の王」。初期設定では"たぶん"17歳。巨乳の美少女。髪の色はピンクで、ロングだった髪型を小烏丸の傘下につく際、ショートヘアにしている。イッキがA･Tに興味を持つきっかけとなった人物で、イッキにとっての憧れの存在。ジェネシスの（表向きの）総長で、イッキに「空の王」の素質を見出し、小烏丸の傘下に入る。優れたA･Tの技術を持つが、戦闘力は皆無。彼女の力はジェネシスをまとめあげるカリスマ性にあるといえる。
第一世代の重力子の1人であり、キリクとはひとつの細胞から分かたれた双子の妹（一卵性違性双生児）。彼女もまたキリクと同じように生まれつき瞳孔に十字架が浮かんでいるが、普段はコンタクトを入れて隠している。他の重力子と違い、常に瞳孔に十字が浮かんでいるのが特徴。「玉璽の重さを背負って飛ぶことのできる人が必ず存在する」と信じている。
元「トゥール・トゥール・トゥ」メンバーである。イッキの調律者になることを提案したが「眠りの森」に襲撃され、王蟲の餌食となり挫折。半年間は歩けなくなるなど後遺症を負ってしまう。
イネによると彼女もA･Tを一瞬で組むことが可能だという。さらに調律者のみが出せる「鳥の声」を出すことがきる。
ロングブーツ型（one-o-9のアメリカングラフティシリーズ）とハイヒール型のワンウィール式のA･Tを使う。
左 安良
詳しくは下記チーム「#超獣（ベヒーモス）」を参照のこと。
ゲトリクス中尉（仮）
ウェルキンの姉。名前・能力などは不明。口癖は「ぴょん」。米軍に所属しており、隊員から「中尉」と呼ばれている。キリクや巻上とも知り合いのようである。時折非道な印象を与える言動を見せるが、弟のウェルには愛情を持っている。
ウェルキン・ゲトリクス
重力子。ジェネシスの「牙の王」。アメリカでは"水棲の魔龍（オルカ）"と呼ばれていた。水を極めつくした技を使い、周囲の水分（生物の水分含む）を爆発させることができる。さらに、水中では無類の強さを誇り、10分以上は潜れる上に、水圧を一点に集めて相手を押し潰すといった応用も可能。1Gの世界で瞳孔に十字が浮かぶ。技影はオルカ。愛称はウェルだが本人は本名で呼ばれるのを好む。長らく何の道で何の王なのかはわからなかったが、宙の会話から「牙の王」であることが判明した。リクス(RIX)にはギリシャ語で王という意味がある。イッキ襲撃に向かう際、咢に遭遇、興味を持ち戦いを挑むが敗れる。よく言葉の最後に「？」をつける。
彼が「強いモノ」に必要以上に執着する理由は、自分と一緒に遊べるほどの「友達」が欲しかったため。ウェルが遊んでいるうちに他人を傷つけてしまい、それが理由となって「魔龍」と表現されるようになった。そのため、天才と凡才の差があったにもかかわらず、ブッチャがウェルの持っていなかったもの、「仲間の存在」を持っていたため、それがウェル敗北の直接の原因となった。現在、ブッチャによって水中から引き上げられ、「面白そうだから」という理由で小烏丸に加勢する。
カエサル
重力子。同じくアメリカから呼ばれた七三分けの少年（咢曰く「あぜ道カット」）。ウェルキンを監視する立場にある。非常にプライドが高く、自身を「高貴な血」と称する通り血に強い執着があり、出血すると我を忘れる。口癖は「知っての通り」。「カエサル」の名の由来はユリウス・カエサルおよびそれに基づくラテン語皇帝から。技影は「重装歩兵方陣（レギオナリウス ファランクス）」で、ライフルと盾を持った兵士が隊列を組んで現れる。トリックの詳細は不明だが、ピンポイントの衝撃波のようなものを多数発する技を使う。
再登場したときにはリンゴに瞬殺された。
ガウェイン
重力子。踵部分に折りたたまれた刃物が生えたA･Tを履いており、剣の道（ロード・グラディウス）を走る。不意打ちとはいえ一瞬で咢とファルコを倒すほどの実力者。首に複数の銃弾を巻きつけている。口癖は「ウゼ…」。大阪でヨシツネを襲撃した際はヨシツネの圧倒的な実力に及ばず、パーシヴァルと共に大阪の街を破壊しようとするが、ヨシツネとベンケイの機転によって失敗する。最後はヨシツネに破壊された巨大ロボットに押し潰されて死亡した。
名前の由来は円卓の騎士の一人であるガウェインから。
パーシヴァル
重力子。日本のアニメやゲームが好きなようで、それらからセリフをよく引用する。心斎橋においてベンケイと交戦する。戦闘においてはPSPのようなもので多数の兵器を操って戦う。巨大ロボットで大阪の街を消し去ろうとするが、ATレールガンの砲弾をヨシツネに跳ね返され、ロボットごと吹き飛ばされて爆死した。
名前の由来は円卓の騎士の一人であるパーシヴァルから。
マーリン
重力子。「聖歌（チャント」マーリン。無機ネットにおいてオマハ大統領をニケやガウェイン、パーシヴァル、モリガンとともに襲った。空母では奏音と戦う。
名前の由来は、ブリテン島の伝説的な魔術師でアーサー王を補佐したと言われるマーリンから。
モリガン
重力子。「聖杯（グレイル」モリガン。無機ネットにおいてオマハ大統領をニケ、ガウェイン、パーシヴァル、マーリンとともに襲った。空母ではベンケイと戦う。
名前の由来はアーサー王の姉にして、敵対する邪悪な魔女モーガン・ル・フェイから。
アーサー
重力子。「鏡」のアーサー。礫藍の道を走るジェネシスの「轟の王」であり、彼自身が「轟の玉璽」でもある。アギトの分析によると、戦レベルはせいぜい60程度と重力子にしては低い。自身が囮となって相手を引きつけ、姿を隠したシャーロットに攻撃をさせる事で、自分が負った傷を鏡に映したように相手の身体にも負わせる技を使っていると思わせていた。極度のマゾヒスト。
空の玉璽の部品として造られ、性能が悪ければ廃棄されるという重力子としての自身の運命を嘆いていた。アーサーは能力が低かったために危うく廃棄されそうになるものの、二度に渡りシャーロットによって助けられている。二度目に自分を庇った際に、瀕死の重傷を負ったシャーロットに全ての臓器を移植してしまったため、彼の中には臓器がない。
名前の由来はアーサー王から。
シャーロット
アーサーと共に咢の前に立ちはだかる重力子。可愛らしい女の子の容姿をしているが実は男。Mなアーサーとは反対にドS。「位相共役交差」と呼ばれるトリックを利用して姿を隠していた。礫藍の道を走り、牙を跳ね返す際に技影として「鏡」が浮かぶ。廃棄されそうになったアーサーを庇い一時は瀕死の状態であったが、アーサーから臓器移植を受け命を繋いだ。シャーロット自身の能力は他の重力子よりも高く、本来ならば「轟の王」を約束されていたほどのライダーであった。言葉使いは女の子らしいがドSゆえか口はかなり悪く、海人に対しても「加齢臭がきつい」「白髪ジジィ」などと平気で言ってのける。
名前の由来はアーサー王物語においてランスロットに恋をしたシャーロット姫から。テニソンの詩などでは、シャーロット姫はランスロットに恋するあまり鏡の世界から離れてじかに外を見ようとするのだが、その瞬間鏡が割れ、鏡の呪いを受けてしまう、というストーリーが語られる。
アレキサンダー・ロック
重力子。「焔の飛竜（バーン・オブ・ワイバーン）」“爆炎の息吹”。ジェネシスの「炎の王」。アイオーンの機転により一蹴される。
戦レベルは262
名前の由来はマケドニア王アレクサンドロス3世から。
ドレイク
空母カーネルサンダースに搭乗する重力子。浮遊する複数のフックを操る。技影は左手がフックの海賊。実力は低い模様。シムカの電動車イスに轢かれて撃沈する。
シェラサザード・サロメ
空母カーネルサンダースに搭乗する少女。“アーミラルの天球儀”を名乗り荊の道を走るライダー。ジェネシスに出資するスポンサーの親族であるが、憧れの人であるリカの危機を知りその計画を止めるためジェネシスに加わる。センスはいいが実力は高くない。
オニギリと交戦し敗れる。その直後に現れたニケからオニギリを庇おうとするがニケによって「廃棄」され、後にマル風によって救助された。
名前の由来は千一夜物語において語り部となる王妃シェヘラザードおよび洗礼者ヨハネの首を所望したとされるサロメ (ヘロディアの娘)から。
ガム
空母カーネルサンダースに搭乗する男。カズを捕らえるが、アイオーンに敗れる。バブンなど妙な言葉を話し、ペンギンと会話をする。なぜかシムカとは話が通じる。
野山野 梨花（のやまの りか）
洗脳により、ガゼルのバックアップとしての脳基移植（ブレイン・チャージャー）として、ジェネシスの「荊の王」として復活。現・眠りの森と戦う。
詳しくは下記チーム「#旧・眠りの森（スリーピング・フォレスト）」を参照のこと。

## ブラック・クロウ
Aクラス。「ジェネシス」の傘下チーム。雷の王、鵺をリーダーとし、子供のみで構成されている雷系のチーム。チーム名の由来はリーダーである「鵺」の字が「夜の鳥（ブラック・クロウ）」と分けられるため。皆白いマントにお化けを模した仮面を付けている。18チーム192名を傘下に持つ。鵺とメンバーの子供たちは"重力子（グラビティ・チルドレン）"の第2世代である。重力子たちの住みやすい世界を作るという武内空の考えに共鳴し、子供たちのために現在も「ジェネシス」側についている。
鵺（ぬえ）
声 - 入野自由
まだ幼いながらも「ブラック・クロウ」のリーダーで"紫電の道（ライジング・ロード）"の「雷の王」。シムカがイッキを「ジェネシス」の次期総長に指名した時、「小烏丸」の実力を試すために東雲東中で幽霊騒動を起こす。ワイヤーホイールのついた非常に重いボディアーマーとメットを身に着けている。成長期であるため、すぐ調律が合わなくなるようで、その隙を突かれ蛾媚刺に雷の玉璽を破壊されるが、再調律後には圧倒的な力で倒している。旧「眠りの森」の雷の王、ブラックバーンの息子であり、第2世代の"重力子（グラビティ・チルドレン）"。空母カーネルサンダースの甲板上で小烏丸に決戦を挑んだが、イッキとの「ラン」によるタイマン勝負に完敗。イッキの実力を認め、雷の玉璽の核を託した。

## エンド&スタート（ループ）
石の王、ニケ（武内 宙）をリーダーとし、エンド&スタートとダムド・グラニートの2チームで構成されている。
ニケ / 武内 宙（たけうち そら）
第一世代重力子。武内空の双子の弟でジェネシスの「石の王」。兄よりも筋肉質な身体をしており、性格も残忍かつ凶悪で好戦的。"緋翠の道（ジェド・ロード）"を走る「石の王」であり、ジェネシス最強の王。アメリカに渡って軍と関係を持ち、軍事教練も受けていた。
旧・「眠りの森」時代は王ではなく空の影として汚れの仕事を務めていたが、キリクたちとの戦いでキリクから石の玉璽を奪い、空を掴む力と融合し新たな道、緋翠の道を生み出し石の王となる。その後、「創世神（ジェネシス）」を立ち上げた。
「大撥条ファクトリー」を強襲し、風の玉璽の核「バグラム」と石和はこを強奪した。キリク、シムカと同じように1Gの世界でも瞳孔に十字架が浮ぶ。シムカに恋い焦がれているが肝心のシムカはイッキに惚れているため、気持ちは受け入れてもらえない。
相当な実力者でありながら、空以外の他人を誰一人として信じておらず、自分自身も失って、ただひたすらに「奪う者」。「飛べない翼などいらない」と肩甲骨を空によって剥いでもらい（これにより真後ろにも腕が回り、実質死角が存在しない）、「自分自身＝宙の翼」は、空が持っていると語る。自分が初めて塔の上に出て大空を見たとき、「とんでもないところにでてきてしまった」と広大な、どこまでも広がる青空が、まるでどこまでも落ちてしまいそうな奈落に感じて恐怖した。「失う物を持っているから怖くなる。最初から何持っていなければ恐れる必要はない」と空に言われ、それ以来全てを捨てた。全てを手に入れる野望を持つ空とは対照的な存在。
空母での戦いでは以前の戦いの様子から危険と判断したオニギリと交戦。後にアイオーン、カズが合流するも完膚なきまで叩きのめし、炎の技を利用し鍛え上げたガレキの剣でオニギリとアイオーンを倒す。この時の戦レベルは428。しかし「炎の玉璽」の真の力を引き出したカズに圧倒され、シムカを人質にするもベンケイの乱入もあり遂には敗れ、それを自覚すると同時に精神が自壊し、廃人となってしまった。直後に空母の崩壊によって落下した破片の下敷きとなり死亡したと思われていたが、シムカらに救出されていた。「石の玉璽」はシムカによって取り外されイッキの手に渡った。

## 三峰将（トライデント）
Aクラス。ヨシツネ、ベンケイ、ハタケヤマの三人から成る関西最大最強のチーム。西日本の全チーム・89チーム1436名をまとめ上げ、西日本全域に影響を及ぼす。チームの意向は3人のメンバーの多数決による合議制で決められ、決定にはリーダーのヨシツネも逆らえない。関西最大の暴風族のリーダーという立場上、「ブラック・クロウ」と同様、「ジェネシス」側についた。
ヨシツネ
声 - 真殿光昭
チーム「三峰将（トライデント）」のリーダーで「轟の王」。常にダボシャツを着ており、メガネをかけている。こてこての大阪弁で話し、下ネタを連発するなど掴み所のないひょうきんな性格の反面、かなりの知性を持つ策略家で、その腹の内を読みとるのは到底不可能である。メガネをはずした時の言葉は「本気の本気」。テトリスに似たゲームが好きで、よくゲームセンターに足を運ぶ。ジェネシスの総長となったイッキのリーダーとしての器を量るべく鬼の三十三間堂（デビルス・サーティ・サーティ）の戦いを挑んだ。スケートボードを愛用し、バトルの時以外はA・Tを履いていない事が多い。自衛のために硬質素材（ヨシツネ曰く「超合金Z」）を仕込んだベルトを隠し持っている。
重力子でないにもかかわらず非常に高い実力を持つ。自身の脚力のみでレガリアを発動させるパワーと、地面に転がる無数の空き缶をA・T代わりにして闘うなどの器用な面を併せ持っている。宇童アキラ曰く「図抜けた実力とスーパーコンピュータ並みの頭脳を持つ男」。
大阪市内のゲームセンターにてジェネシスの襲撃を受け、空によって差し向けられたガウェインとパーシヴァルに苦戦しながらも勝利。ジェネシス所有の巨大ロボットから大阪の街を護ったが、最期はニケ（武内 宙）によって殺害される。西のサムライとしての「意地」、そして「希望」を残すためにベンケイ、そして樹たちに轟の玉璽を託す。
ベンケイ
声 - 山崎和佳奈
「三峰将（トライデント）」の一人で、ヨシツネ一の家来。通称「ナニワの毘沙門天」。モデル顔負けの容貌とスタイルを誇る長身の美女で、豹柄の服を好んで着用している。ヨシツネ同様関西弁で話すが、こちらは厳密には京都弁。長い黒髪で、毛先を少しカールさせているのが特徴である。先端が髑髏の煙管を愛用する。お風呂が大好き。少々S（サド）の気があるが下ネタは大の苦手で、ヨシツネは彼女の言うことに逆らえない様子。移動の際は轟の玉璽の保管・輸送を兼ねた大型バイクを使用する。
10数人もの男をまとめて吹き飛ばすほどの脚力を持つ。アイオーンと同じく小烏丸の世話役が多いものの「アニマルハウス」戦では助っ人として参戦、「水の王」王蟲と互角に戦う活躍を見せ、パワー・スピードともに「王」クラスであることを証明した。ハイヒール型のA･Tのほかに豹頭の錫杖（パンサス・コルサ）という両端にホイールの付いた錫杖型の武器を使用する。パンサス・コルサは、普段は彼女のバイクに積まれており、内部には刃物が仕込まれている。
ジェネシスによる大阪襲撃の際に自らの手で右足を切断。その後、樹に轟の玉璽を届けた。
空母での戦いではトゥール・トゥの護衛についており、愛車のバイクを失いつつもモリガンを撃破。その後は宙（ニケ）と交戦するカズのもとへ現れ宙の片足を切断するも、反動によってパンサス・コルサを破壊され、自らもダメージを負った。
ハタケヤマ
「三峰将（トライデント）」3人目のメンバー。その正体はトライデントの傘下チームのメンバーが書き込む電子掲示板の名前で、メンバーの総意がハタケヤマの意見となる。参加にはIDとパスワードが必要である（パスワードの取得は困難だが傘下のメンバー以外でも入手は可能）。普通のパソコンにカメラやマイクが付けてあり、ヨシツネ達の会話にもすぐに反応する。ユーザーの名前は「タケちゃん****号さんの呟き」と表記される。

## 超獣（ベヒーモス）
「ジェネシス」配下のチーム。構成員は1034名で、その傘下チームは大小合わせて150チーム以上（その中にはA、Bクラスのチームも存在する）。パーツ・ウォウはDクラスだが、これはパーツ・ウォウのルールを逆手にとって、わざと留まっているため。チーム内の四強である四聖獣は宇童の下にいなければ王を名乗ってもおかしくないほどの実力を持っている。小烏丸とのバトル後、解散。四聖獣の持っていたデコチャリはイッキに全て粉砕された。
宇童 アキラ（うどう アキラ）
声 - 野島健児
チーム「ベヒーモス」のリーダーで、鰐島海人が作り上げた咢と起源を同じくするもう一人の「牙の王」で、自らも「超獣」の異名を持つ。
常人の7倍の筋繊維を持つ特異体質であり、ミツルの全力のパンチを片手で受け止め、イッキを片手で持ち上げるほどの怪力を持つ。腕輪から下げたチェーンを武器にする。一見非情そうであるが、弱小チームを守るために「ベヒーモス」のリーダーとして戦ってきたという優しい一面がある。
警視庁マル風Gメンに在籍していた頃に咢と出会い、共に仕事をこなす仲間であり唯一の友人だった。しかし、外国の闇ブローカーを逮捕するためおとり捜査をしていた時に、現在の恋人である蓮花（レンファ）の兄に大怪我を負わせてしまった。その後も頻繁に謝罪に行く内に蓮花に恋愛感情を抱くようになる。二人の距離は徐々に近くなっていったかに見えたが、蓮花が彼に近づいたのはその頃「牙の王」として君臨していた咢の弱点を知るためだった。そのことがわかっても、足が不自由でA･Tを好きであるが使うことのできない蓮花と空を飛ばず暗い檻の中で生きると決意し、彼女の代わりに咢から玉璽を奪う。その日からマル風Gメンをやめ、行方をくらました。
その後、「ベヒーモス」のリーダーになり、シムカの呼びかけに応じて「ジェネシス」に参加、他チームのCクラス昇進を妨害する役をかって出る。マル風Gメンによる一斉検挙の際、ベヒーモスを解散させ、一人で捕まることで戦闘を回避させた。
現在はマル風Gメンのもとへ戻り、当時の明るさを取り戻している。イッキ達からも「アキラ君」と呼ばれ慕われている。ニケ（武内 宙）達を捕獲しようとした際負傷したが、現在は回復している。
技影名は「超獣（ベヒーモス）」巨大な獣の姿が浮かぶ。A・Tで「飛ぶ」のは苦手だが、「走り」は超一流。vs小烏丸戦時点での戦レベルは100。
坂東 ミツル（ばんどう ミツル）
声 - 結城比呂
通称「サイクロプス・ハンマー」。vs小烏丸戦時点での戦レベルは78。技影はサイクロプス。アキラと同じ特異体質で、筋繊維が常人の7倍の密度があり1tを超えるパンチ力を持つが、A･Tで「飛ぶ」ことは全く出来ない。一人称は「僕」。イッキからは「ウル目」と呼ばれている。おとなしそうな表情をしているが、すぐに感情的になり、好戦的な面が顔を出す。小烏丸との戦いではイッキと対戦していたが、檻が壊れ、急遽イッキ＆咢VSアキラ&ミツルのタッグマッチになる。イッキに敗れて以降は友好関係が芽生えたようで、イッキの身の回りに何かが起こると必ず現れ豪腕を振るい去って行く。酒癖がものすごく悪い。デコチャリ愛好者でデコチャリを馬鹿にされると怒る。デコチャリ「マンモス號」はイッキに破壊されたが、「マンモス2號」も作っている。現在は宇童の意思を継いで自分のチームを構成する。アイオーンの誘いを受け、武内空との決戦に参戦する。
五所瓦 風明（ごしょがわら ふうめい）
声 - 加瀬康之
通称「ヘカトンケイル・ボム」。技影はジガバチ。vs小烏丸戦時点での戦レベルは76。異常に長い腕を持ち、己の関節を外して腕を鞭のようにしてパンチを打ち込む。ミツルと対照的に連続パンチが得意。Dクラス本来の戦場であるキューブでなく、その前の水路で戦う戦法をとっていて、そのために手にもホイールをつけている。小烏丸との戦いで仏茶に勝つ。メンバーの中では最も地味で、再登場した時はイッキから名前を忘れられ、「蜂の人」と呼ばれていた。アイオーンの誘いを受け、武内空との決戦に参戦する。
美作 涼（みまさか りょう）
声 - 伊藤美紀
身長165cm、B89/ W61/ H86
四聖獣唯一の女性ライダー、通称「ゴーゴン・シェル（石化の盾）」。vs小烏丸戦時点での戦レベルは72。技影は蛇。ニケ（武内 宙）の緋翠の道（ジェド・ロード）と同じ系統の石の道を走る。女性ライダーとしては日本で十指に入る実力を持つ。
白粉彫りの「見えにくい」入れ墨によって相手に視覚的に催眠効果を与えて体機能を鈍らせる。小烏丸との戦いではオニギリの悪臭を放つ汗蒸気で混乱し、服もA･Tも脱いでしまい、試合放棄とみなされ敗れる。
昔から左安良の秘書のような存在。瀕死の際に緋翠の道の原理に関する情報を残す。左に好意があるかのようなセリフを口にしたが本心は「石の女だから口が堅い」といって正直になることを良しとしなかった。ニケ（武内 宙）に追い詰められた左をかばい、胸をヘリのプロペラで貫かれ、行方不明扱いになっていたが、武内空らによって治療され人質となる。
左 安良（さの やすよし）
声 - 平田広明（TVアニメ） / 杉田智和（OAD）
通称「時の支配者（アイオーン・クロック）」。大学生。ベヒーモスにいた頃の戦レベルは82で技影は時計の歯車。名前の通り左利き。普段は知的な二枚目だが、感情的になり易く、戦闘においてその過激さを見せる時がある。メガネを愛用し、スペアを何個も持っている。"炎の道"を走っていたため、ホイール熱による光の屈折現象で自身の姿を消すことが出来る上、走・攻・守どれをとっても隙がなく、その中でも特にスピードに関しては群を抜いており、常人には時を止めて動いているかのように見える。48個の必殺技（と48の宴会芸）を持っていると自称している。「小烏丸」との戦いでカズに勝利。
「ベヒーモス」解散の後も「ジェネシス」に仕え、イッキの世話係兼監視役として小烏丸に派遣されていた。勝手に野山野家を改築し、大金を渡してリカを丸め込むほどの金持ちで、高級車を数台所有していたり、現金は持ち歩かずに物を買う際はクレジットカードで支払う。左家が「空の玉璽」を手に入れるために、ジェネシスの参謀を務める。「ジェネシス」に移籍後は、ボゥローラーA･Tと呼ばれる車輪が球体式の上級者向けのA･Tを使用している。王に引けを取らない腕を持つ。他人からよくホモの扱いを受けており、実際その気があるようで女性に触れるのは苦手だが、美作と樒柑は平気。
昔、スピット・ファイアとコンビ「バーニング・ブラッド」を組んでいたが、様々な理由から彼と組むのはあまり好きではなかった。スピット・ファイアが「炎の王」に戻った際に離別、「炎の王」の座を狙っている。2人で"燭の道（アポロン・ロード）"を走ることができる。
美作曰く恵まれた環境にいながら何事にも真剣になれない少年だったが、A･Tでスピット・ファイアに負けてから変わったという。
スピット・ファイアと共に武内兄弟と戦い敗れ、行方不明となる。
武内兄弟と死闘を演じた後、外見が酷似した人物が「ジェネシス」とともに行動し、「小烏丸」と共にいた黒炎から「炎の玉璽」を奪い去っている。
26巻登場時はっきりと生きていることが確認された。上半身に「多駆動A･Tギプス」の上に人工皮膚を貼り付けている。美作を人質に取られているらしく、"今は武内空に利用されているがその志は樹と共にある"と樒柑に伝言を頼んだ。
その後に美作が救出され、自身も樹のもとへと戻った。空母でのvs武内宙戦では戦レベル306を叩きだし一度は宙を追い詰めるが、宙の圧倒的な力の前に倒される。死の間際、カズに炎の玉璽を託す。

## グループ・ボルケーノ
Aクラス。「スピット・ファイア」、「コカ・ファイア」、「九尾の狐」の3チームからなる。「ジェネシス」傘下だったが総長の「炎の王」スピット・ファイアが武内兄弟と決別したことで「ジェネシス」を離脱。スピット・ファイアが行方不明となったため黒炎が総長となり彼の遺志を継いでいる。ヴィジュアル系が多い。炎系の道のチーム。24チーム418名。
スピット・ファイア
声 - 津田健次郎（TVアニメ） / 関智一（OAD）
ジェネシスの傘下チーム「グループ・ボルケーノ」、チーム「スピット・ファイア」のリーダー。本名は不明（と言っても重力子であるため本名と呼べるような名前があるかすらも怪しい）。真面目を装っているがノリは軽い。"重力子（グラビティ・チルドレン）"で旧・「眠りの森」に「炎の王」として所属していた。旧・「眠りの森」壊滅時に足の腱を切られ王の座を失うが、4年をかけて再び王の座に返り咲いた。カズに「炎の玉璽」を譲る決心をし、カズに旧・「眠りの森」の崩壊について話して聞かせた。以前、アイオーンとコンビを組んでいたことがあり、2人で"燭の道（アポロン・ロード）"を走ることができる。職業はカリスマ美容師。旧・「眠りの森」壊滅の時から自分の驕った考え方が間違っていたと感じており、武内兄弟の横暴を目の当たりにし、完全に決別する。カズに「炎の玉璽」を託して逃がした後、武内兄弟に敗北し、殺害された。決戦に先駆けて「炎の玉璽」のメモリーに小烏丸に向けたメッセージを残している。このメモリーはパソコンを介してあらゆる状況を解析し、対応できるようになっており、もはや人工知能といえる域にある。パソコンの中でデフォルメになることもある。
名前の由来はイギリスの戦闘機スーパーマリン スピットファイアから。
使用するA･Tは「炎の玉璽」を搭載したETONSのSOL23。

## 道具屋（トゥール・トゥール・トゥ）
ミッション系スクール「青学女子中学校」の地下にある「大撥条（だいぜんまい）ファクトリー」を管理し、玉璽の調律を専門に行う。中立をモットーとし、どのチームにも肩入れしてはいけない立場だが、逆にどのチームの調律も行うゆえに、非常に重要なチームである。作中に登場するメンバーのほとんどが「閃律の道（リィーン・ロード）」を歩む。道具屋とも呼ばれる。お金の無い若年層のA･Tユーザーのために無償でメンテナンスなども行っている。
巻上イネ（まきがみ イネ）
声 - 寺田はるひ（TVアニメ） / 大原さやか（OAD）
「大撥条ファクトリー」を管理している、旧・「契の王」。通称"エロ巻貝"。「トゥール・トゥール・トゥ」の元リーダー。かつては旧・「眠りの森」に所属していて、スピット・ファイアと同じく武内空達の時代から契の王を務めている。スピット・ファイアの調律者でもある。皇杞枢たちの通っている学校の保健医を勤めているが、それは趣味で、本当は巨大病院チェーンの一人娘で院長である。かつて「天空（トロパイオン）の塔」の研究所の中心的役割を担っていた巻上敏郎教授の娘で天才少女と呼ばれ父の片腕でもあった。
現在の「眠りの森」の事情にも精通し、彼らとコンタクトを取る術もあるようである。
「ジェネシス」が旧・「眠りの森」と同じく、「空の玉璽」を手に入れるための武内空のためだけに存在しているチームであることも知っていた。だが、どちらか一方に加担すれば、加担しなかった方に真っ先に潰されるのが「トゥール・トゥール・トゥ」であるため、この二大勢力に対し未だ中立の立場を貫いている。
皇杞 枢（すめらぎ くるる）
声 - 福井裕佳梨（OAD）
物語中盤からのヒロイン。大撥条があるミッション系スクールの3期生ラディオキア組。
南樹（＝イッキ）の調律者で、彼に好意を持つ。新「契の王」であり、巻上をも上回る調整能力を有している。落下中に3秒以内でA・Tを組み上げるなど超技巧も見せ付ける。服の内側に大量のA・T工具を仕込んでいて、シムカと同じように一瞬でA･Tを組み上げることができる。
学校の寮に入っており、石和はこ、二条このみと同室。はこやこのみには聞こえない玉璽の性質"無限の音階（インフィニティ・スカーレ）"を聞く能力がある。
控えめな性格で、普段から敬語で会話することが多い。「眠りの森」と「ジェネシス」の真相を知り苦しむイッキを支え、徐々にパートナーとしての信頼関係も築き上げている。かなりの癖毛で、大量の髪留めをしている。ブランコと自転車が得意。重度の方向音痴。
SCを着て、調律を行うことをためらっていた。
石和はこ（いさわ はこ）
枢と同じ3期生ラディオキア組。トゥール・トゥール・トゥ事務次官。武内空の調律者。枢、このみと同室。髪を上の方で2つに束ねて結んでいる。
「空の王」の調律者への執着を見せ、枢の作った風の玉璽と自分の作った風の玉璽をすり替えたりもした（はこの風の玉璽はイッキには合わず、2度の発動で壊れた）。登場初期は枢のことを心配したり気遣ったりと仲が良い様子だったが、枢がイッキの調律者になってからはかなり敵視している。枢の作った玉璽と一緒に行方を眩ますが、風の玉璽の核「バグラム」と共に再びイッキの元へ舞い戻り、イッキに調律者にさせてもらうよう頼むが断られる。
ニケ（武内 宙）に風の玉璽共々連れ去られ、武内空と「風の玉璽」を調律し、彼の操り人形と化して戻ってくるが、契の玉璽発動の際に自分がチームに入った理由を思い出すと同時に、目を覚ます。だが、相変わらず武内空の陣営とは一緒に行動している。また、ニケ（武内 宙）にさらわれた後、言葉使いが悪化した。
二条このみ（にじょう このみ）
声 - 高垣彩陽（OAD）
同じく3期生ラディオキア組。枢、はこと同室。現「トゥール・トゥール・トゥ」副リーダー。イッキが枢の気持ちになかなか気付かないことにイライラしたり、はこのイッキに対する気持ちを応援するなど、友達想いの性格。跳ねた前髪と八重歯が特徴的で男勝りな性格で言葉使いがあまり良くない。
プライベートと仕事のスイッチの切り替えが早い。
タイミングが悪い&女心の分からないカズとイッキを、「KY帝王」「KY羅王」と呼んだ。
奏音（カノン）
声 - 梶裕貴（OAD）
野山野林檎の調律者。枢のいとこ。楽器を持つ幽霊がプリントされている服をよく着ている。
林檎に、彼女がイッキと敵対関係にあることを認めさせようとした。彼の行動により林檎は彼を嫌うようになるが、作中で奏音がイッキと林檎が戦うように仕向けたのは二人のためを思っての発言で、自ら憎まれ役を買って出る優しさを持つ。調律者としては冷静で私情を挟まない。A･Tライダーとしても実力者であり、小烏丸と白狼会との一戦では助っ人として白狼会側についた。
イッキを恋敵と認識している。枢の母との会話より林檎への片想いは10年もの長きに及ぶようである。夢は林檎との初デートであるが、損な役回りを負うことが多いのであまり進展せず嘆いている
他の「トゥール・トゥール・トゥ」メンバーとは異なり、自身もA･Tで走ることができる。また、背中に背負うギターケースをA･Tウェポンへと変形させ音を利用して攻撃することもでき、その実力はリンゴをも驚かせた。
奈々（なな）
3期生（しかしTrick179では、はこに対して「後輩の私が…」とも言っている）。雷の王である鵺の調律者であり、経験・技術が共に豊富である。走行テスト用のタイプライターを持っている。はこが玉璽をすり替えるのを目撃、このみにそのことを伝えようとしたがはこに脅され黙っていた。
当初の名前は「加奈（かな）」だったが変更された。
ルーン
「トゥール・トゥール・トゥ」の元副リーダーで創立時からのメンバー。眠りの森創立時にシムカと共に巻上のサポーターとしてメンバーに加わる。短髪で中性的な顔立ちをした男性。「トゥール・トゥール・トゥ」の中では一番の古株に当たる。"重力子（グラビティ・チルドレン）"。イッキの彼への第一印象は「どこ見てるのか全然わからない目」。無表情だが一般男性並の感情はもっている。強襲してきたニケ（武内 宙）によって左の腕を切断されるが機械の義手だったため、大きな被害にはならなかった。右腕にナイフが仕込んである。右腕が生身の腕かどうかは不明。
鈴木 あみ（すずき あみ）
地味な女の子だが、"九ツ首の鐘（ナインフォール）"が鳴るのを知らせにきてくれたイイ人。なにかと「小鳥丸」に協力してくれる。ハッキングが得意なようでその腕はチームでトップ。「小鳥丸」と「トゥール・トゥール・トゥ」の連絡係になっている。

## 白狼会
メンバーが有限会社「シリウス商会」の社員で構成されているCクラスチーム。社長である皇杞増雄がリーダーを務める。攻撃制限があり経験の浅いチームでも戦いやすいBクラスの戦いを得意とする。
皇杞増雄 / 社長レッド
「シリウス商会」社長。旧姓は田中。56歳。枢の父親で、妻は前社長の娘。会社が行き詰まっていたため、会社のA･T技術を結集し「白狼会」を結成する。会社の名をあげるため「小烏丸」に挑戦する。A･Tでは走るどころか歩くことすらフラフラ。試合では仮面ライダー1号のようなコスチュームを着用する。
イッキに娘を頼むと言いながら号泣するほど親バカ。
メカ専務
「白狼会」のメンバーで、シリウス商会専務。社長からはタモさんと呼ばれる。前社長の弟。高校生のときに拳法の全国大会で優勝し、仏茶や咢が戦闘で苦戦するほどの強者。対小烏丸戦では（プラグマン曰く）陳式太極拳を使用した。シャドームーン、あるいは仮面ライダーG3Xのようなコスチュームを着用しているが、このコスチューム自体がシリウス商会謹製の「アーマードA･T（全身を覆うパワードスーツのようなもの）」である。なお、アーマードA･Tを着用した状態で放つ崩拳「電磁太極崩拳」はブッチャを一撃でKOするほどの威力を持つ。アイオーンの誘いを受け、武内空との決戦に参戦する。
工場長イエロー
「白狼会」のメンバーで、シリウス商会工場長。社長からはゲンさんと呼ばれる。前社長のいとこ。小烏丸との試合では出番を奏音に譲る。仮面ライダーV3のようなコスチュームを着用する。
受付事務ピンク
「白狼会」のメンバー。タックルのようなコスチュームを着用しており顔は見えないが、素顔は眼鏡をかけた長髪美人。
パート・アマゾォン
「白狼会」のメンバー。自己紹介ではコスタリカ出身と名乗っているが、仮面ライダーアマゾン風のコスチュームには「ぶらじる」と書かれている。実は普通に日本語を喋れる。

## 旧・眠りの森（スリーピング・フォレスト）
かつて武内空が立ち上げ、全ての「王」が在籍していたA･Tチーム。梨花・イネ以外の王は「重力子（グラビティ・チルドレン）」と呼ばれる塔内で生まれ育った者達。「空の玉璽」の処遇を巡ってキリクが離脱。その後、キリク率いる現「眠りの森」との戦闘により壊滅。実はキリク以外全員が"処分"されるはずだった空曰く「できそこない」の"重力子（グラビティ・チルドレン）"。解散直前のメンバーのデータと記憶が電脳チーム「無機ネット」に使用されている。
武内 空（たけうち そら）
声 - 鈴村健一（OAD）
旧「眠りの森」の初代総長。梨花とは恋人関係にある。マスターフィンガーの持ち主で下半身の守備範囲広さなら既に空の王らしい。詳しくは上記チーム「#創世神（ジェネシス）」を参照のこと。
野山野 梨花（のやまの りか）
声 - 松井菜桜子（TVアニメ） / 佐藤利奈（OAD）
身長172cm、B92/ W61/ H88 22歳
旧「荊の王」。"荊棘の道（ソニア・ロード）"を走る。ガゼルのバックアップとして作られた脳基移植（ブレインチャージャー）。野山野家長女でイッキやリンゴ達の母親のような存在。"南のおじさま"なる人物からリンゴ、ミカン、ウメの3人の"重力子（グラビティ・チルドレン）"を引き取り育てていたことから、空に目をつけられ「眠りの森」にスカウトされ、自殺を図った初代荊の王ガゼルから回収された核を与えられた。現在はダイナマイトバディで凶悪かつ華麗な技の数々を繰り出す、UWF女子プロ花形マスクレスラー・デスラーバートレットとして活躍、生計を立てる。イッキの行く末を案じて彼がA・Tをすることに反対し、そのことでイッキと「ディスク」で勝負。A･Tを履かずにイッキを圧倒するが、A･Tを履かずに行う「荊棘の道」に限界が来て敗北し、イッキがA･Tをすることを認める。武内空がかつて行っていた犯罪まがいの行動を知っているかどうかは不明。よく丁寧語で話す。イッキよりも格闘能力が高いミカンを圧倒し、家が半壊するほどの戦闘能力を持つ。
空の陰謀により人質としてとらわれていたが、洗脳により荊の王として復活、オリジナルの棘の玉璽を武器に、武内空とともに現・眠りの森と戦う。
キリク
声 - 宮田幸季（OAD）
旧「石の王」。神官のような服装。チームの司令塔を務めていた。「風の玉璽」を奪い、空だけでなくそのチームさえも潰した。シムカの双子の兄。詳しくは上記チーム「#眠りの森（スリーピング・フォレスト）」を参照のこと。
スピット・ファイア
声 - 津田健次郎（TVアニメ） / 関智一（OAD）
旧「炎の王」。"重力子（グラヴィティ・チルドレン）"。今より見た目も性格もかなりヤンチャであった。詳しくは上記チーム「#グループ・ボルケーノ」を参照のこと。
巻上 イネ
声 - 大原さやか（OAD）
旧「契の王」。当時はかなり背が低かった。現在の特徴である巻いた髪が左右に1つずつあった。詳しくは上記チーム「#道具屋（トゥール・トゥール・トゥ）」を参照のこと。
ファルコ
声 - 安元洋貴（OAD）
旧「牙の王」。"重力子（グラビティ・チルドレン）"。眠りの森時代はスーツにシルクハットという服装をしていた。牙は比較的小さめでカミソリのよう。ただし一度に複数発放つことが可能。
現在は電脳チーム「無機ネット」の管理人にして唯一の現実のメンバー。部屋の大型コンピューターで「無機ネット」を管理し、自らも過去のデータで戦いに臨む。訪れた「小烏丸」に毒ガスと偽って睡眠薬をかがせ、永久シード権をかけて「無機ネット」と戦わせる。「小烏丸」の将来性に期待していたが、予想以上の実力を発揮した小烏丸に敗北する結果となる。現在はオタクの引きこもりで、自分が攻略できなかったギャルゲーの攻略法を知っていたオニギリをエロの師匠と仰いでいる。「〜だわ」という話し方をする。アイオーンの誘いを受け、武内空との決戦に参戦する。
名前の由来はイタリアの戦闘機CR.42の愛称ファルコ（鷹）から。
ドントレス
声 - 乃村健次（OAD）
旧「轟の王」。"重力子（グラビティ・チルドレン）"。ブッチャ並の巨躯。"轟の玉璽"を仕込んだラジカセを持ち歩き、戦闘時にはそのラジカセを腕に装着して戦う。技影は″観客（オーディエンス）"。その名のとおりホールにひしめく大観衆が浮かび上がり、玉璽から放つ超臨界流体を反響・増幅させて何倍もの威力にし、壁として叩きつける。戦闘力は「小烏丸」とのバトルに参加したスピット・ファイアとイネを除く6人の中では最も低い。彼もまたリカが好きだったようである。
名前の由来はアメリカの爆撃機SBD ドーントレスから。
ブラック・バーン
声 - 日野聡（OAD）
旧「雷の王」。"重力子（グラビティ・チルドレン）"。平時は仮面をつけている。鵺の親で鵺同様、ワイヤーを操り、電気を流して幻影を作り出す。技影は蜘蛛。眠りの森壊滅以降は首吊り男（ハングドマン）として活動する。作品中では長らく素顔も正体も知られていない謎の人物だったが、空母決戦で正体が判明した。ショップ「グランスラム」に来店した際、敵襲だと勘違いして襲いかかってきたイッキを軽くあしらったこともある。アイオーンの誘いを受け、武内空との決戦に参戦した。
名前の由来はイギリスの偵察機ブラックバーンから。

## ジギー
全員がプロ格闘家で構成されたチームで、Bクラス。鎖で吊るした金網の“キューブ”でのファイトが得意。
脇ノ坂 孝一（わきのさか こういち）
“虎喰い（イートタイガー）”の異名を持つプロ格闘家。
作中では勝負で活躍することはなかったが、試合前の握手や仏茶を助けて頂点を託したりと、良いところだけ掻っ攫っていった。戦レベルは71
セコンド
ジギーに所属している男性。本名は不明。ハットとサングラスを着用している。主にジギーのマネージメントや広報、また試合のセコンドや実況を務めている。紙ヒコーキを折るのが得意である。本物の戦闘機も操縦でき、イッキを空母カーネルサンダースまで送り届ける。
「自分がいれば重力子たちは攻撃してこない」ととれる発言や南博士と同じように爪に文字を刻んでいる（ただし南博士とは違う文字）ことから、南博士、重力子たちとは何らかの関係がある。

## スレイプニール
小烏丸と対戦するために、Bクラスチーム「ジギー」と連合を組む形でトーナメントに参戦した前回の鱗の門（グラム・スケイル）トーナメントの優勝チームである。
メンバー全員が王クラスの風の道のライダーで構成されたチームで、優勝倍率は6.1倍と他チームよりも飛び抜けて高い。なお、チーム名のスレイプニールとは北欧神話に登場する8本足の神馬のことであり、エンブレムもそれを象っている。
実はメンバー全員が数年前に南博士に開発された「脳基移植（ブレインチャージャー）」であり、凛鱗人の後輩にあたる。「空を飛びたい」という気持ち、「心の翼」を与えられており、その気持ちを与えてくれた本物（オリジナル）である「空の王」を探して鱗の門トーナメントに参加する。
目覚めた直後は全員が無表情かつ無感情で、前回の鱗の門トーナメント決勝で対戦した「獅子王」のスカラベからは、戦うだけの殺戮人形だったと言われていた。元の人格は消滅してしまっており、その代わりに南博士のハマッていたRPGのソフトを人格としてダウンロードされたため、メンバーは皆、RPGのキャラクターのような格好、言動、性格、装備になった。
ウート＝ガルザロキ
別名「雪原の叙事詩（エッダ）」。戦レベル205。スレイプニールのリーダー。外見はRPGの勇者のような格好で、言動もゲームのキャラのように振る舞う。イッキの風の道のトリックを完全に上回り、軽く手玉に取るほどの強者であり、その強さはキリクも認めるほど。所持している剣はトリックの補助に使われ、全力の際には翼のように変形し、空中を自在に高速飛行することが可能。
フレイヤ
別名「生命の泉（フヴェルゲルミル）」。戦レベル136。スレイプニールの紅一点。腰まで届く長い髪に、動くネコミミをつけており、ネコ語を話す西洋風ネコ娘。所持している剣は傘のように変形し、それを駆使して様々な超高レベルのトリックを繰り出す。ファンクラブが存在する。
脳基移植直後は短髪だったが、その時点ですでにネコミミがついていた。
トール
別名「天空の槌（アースガルズ・ミョルニル）」。戦レベル174。キャラの濃い他のメンバーに比べると常識的で、カズ曰く「唯一まともっぽい人」。戦闘時にはドクロのアゴを模したマスクとATグローブ「ミョルニル」を着用する。グローブを着用した拳を叩き合わせて真空の壁を作り出し、攻撃する。
自身に「心の翼」を与えたオリジナルの正体を求めて、同じ脳基移植で彼らより先にオリジナルを探しに脱走した凛鱗人ならばオリジナルを見つけたのではと考え、彼との対戦を渇望する。
ノートタグ
別名「霜の鬣（フリームファクシ）」。戦レベル147と名乗っているが、それはハッタリのために捏造された数値であり、実際は95から100前後。アフロヘアーをカチューシャでまとめている。空気のカベを歪ませてつくった巨大な風のレンズによる幻影や、挑発によって相手の精神を揺さぶる「心の風」の使い手。

## その他
南林太 / 南のおじさん / 南博士
重力子、脳基移植などを生み出した研究者。45歳。イッキを野山野家に預けた人物。かつて空に風の玉璽「バグラム」を与え、その使い方と風の道を教えた人物でもある。研究のスポンサーである左財閥の総帥、左源太郎ともつながりがある。ジギーのセコンドとして小烏丸スレイプニール戦の実況にも登場した。
野山野博士
南博士とともに行動する女性。
クゥ
イッキの飼いカラス。バイオレンスなメス好きだが、結構臆病。
作中で専門用語が出てくると、それを解説することが多い。
コロ爺
声 - 西川幾雄
東雲東中の校長先生。ライダーでもある。風の玉璽の起こした死神の痕跡を見て即座に状況を判断したことするなど、玉璽の力、A･Tに関するかなりの知識を持っている謎の人物。
ジャ婆
声 - 真山亜子
伝説のショップ「グランスラム」のオーナー。青学女子中学校の理事長でもある。コロ爺と一緒にいる場合が多いが、夫婦かどうかは不明。旧・「眠りの森」壊滅後にキリクから預けられていた「風の玉璽」の核"バグラム"をイッキに渡す。先代の「眠りの森」と面識があり、彼らの行きつけのバーでバーテンダーをやっていた過去がある。
鰐島 海人（わにじま かいと）
声 - 緑川光
身長約192cm、体重66kg
暴風族を取り締まる「警視庁特殊飛行靴暴走対策室・通称マル風Gメン」室長。イッキ達、暴風族の天敵。暴風族を取り締まるためには手段を選ばず、ゴム弾（デザートイーグルを愛用）と鞭を武器に容赦なく取り締まる。また一般人にも平気で銃を向ける。
キリクに武内空が「裏」で空の玉璽を手に入れようと手段を選ばず暗躍していたことを間接的に教え、旧・「眠りの森」を内紛、崩壊に導いたとも言える人物。
亜紀人・咢の兄で、亜紀人を「牙の王」と呼ばれるまでに育て上げた本人である。亜紀人には「お兄ちゃん」、咢には「海人」と呼ばれている。亜紀人・咢と同じく、かなりの美形。兄弟愛が歪んでおり、亜紀人を檻で「飼う」などの虐待紛いの行為を行う。亜紀人がイッキ達といるのを容認しているが、本人は「見逃したのはジェネシスの懐に咢を忍び込ませるための作戦」と言っている。
重力子などではなく、本人曰く「人間」。元々は「イエローレイン」という不良グループだったが、武内兄弟らジェネシスの抗争に巻き込まれ親友の柿谷を失っている。ガゼルと過去に繋がりがあり、凛鱗人をガゼルと呼び、彼（彼女）と共に復讐しようとしている。
超大型車を何台も乗り回し、普段の生活もキャンピングトレーラーでしている。
　ヤス
暴風族を取り締まる「警視庁特殊飛行靴暴走対策室・通称マル風Gメン」の一員。海人の学生時代から刑事だったが、「イエローレイン」に潜入させていた息子の柿谷を失った過去がある。ダンヒルやドルガバのスーツ、ロングコートにハットを身につけるなど、お洒落な身なりをしている。
ジョン・エンキドゥ・オマハ
第44代アメリカ合衆国大統領。現実の44代アメリカ大統領バラク・オバマと同じく黒人で風貌も似ている。
長い間調査を続け、アメリカ前大統領のモッシュが進めていた「空の玉璽計画」の存在を知る。
電脳世界にて樹たちと共にジェネシスの襲撃を受けた。その際エミリと精神体が入れ替わってしまい、現在も戻らないままである（オマハ、エミリの身体は共にアメリカに保護されている）が、女性としての生活もむしろ楽しんでいる。
相川 妙子（あいかわ たえこ）
アイオーンの部下で左家武装メイド隊隊長の女性。見た目はリンゴやミカンと同じ年頃の少女でちびっ娘メイドを自称するが、実年齢は24歳であるためイッキたちからはババア扱いをされる。ミカンよりも貧乳。言動のほとんどが下ネタでノリも軽いが、イッキを諭すなど大人の女性の一面も見られる。ボールギャグを首輪のように着用している。
戦闘時は、8人の王の技を最大値「12%落ち」で再現できる巨大なA･T、汎用玉璽試作機「フォッケ・ウルフ」を着用する。
プラグマン
声 － 矢部雅史
テレビを頭に被ったディスクジョッキー。早口で的確、また毒舌な実況で会場を沸かせる。ボゥローラーA･Tを履く。本名は田中で、「MAJI_TV」というテレビ局で働いている。
蓮花（レンファ）
「ベヒーモス」総長・宇童アキラの恋人。A･Tパーツの闇ブローカーだった兄を傷つけたことを謝り続けるアキラと仲を深めるが、彼女の目的は仲間に脅された兄を救うために「牙の玉璽」を奪うことであり、アキラと近付いた理由も咢の弱点を調べるためだった。片足の足首からしたが欠損しており、A･Tを使うことが出来ない。「牙の玉璽」をアキラが手に入れた後も、アキラと交際を続けている模様。
咲 真琴（さくら まこと）
身長177cm、AB型
イッキの喧嘩の師匠でライバル。イッキが何度戦っても勝てなかった唯一の男で、仏茶戦でのイッキの回想でも登場している。現在NFA（ナショナル・フット・エアリーグ）、フェイトンズのスーパールーキーとして活躍中。ポジションはSPT（セットポイントトップ）。
ストーン / コールド / スタナー
空の飼い犬。犬種はダックスフント、ダルメシアン、アフガン・ハウンドで、ダックスフントがストーンということだけ判別ができるが、どちらがコールドでスタナーかは不明。3頭とも利口でずる賢い。「ディスク」の競技で空・イッキとチームを組み、野山野姉妹を苦しめる。また、3頭とも優秀な猟犬。
折原の妹
スタイル抜群で巨乳の女子大生。オニギリの元彼女。アニメでは「京」という名前がある。最初は前の彼氏が暴風族で、暴行を受けたことで暴風族にトラウマを持っていると思われていたが、実際はいわゆるデブ専であり、かつて情事の際に彼氏の体重で肋骨骨折したとのこと。見た目で男を選び、恐ろしく移り気な性格のため、仏茶とその舎弟に協力してもらい彼女の心の傷を癒そうとしたオニギリを捨て、仏茶にあっさり乗り換えた。

## 東雲東（しののめひがし）中学校の人達
ヤンス
イッキ達の同級生で、仏茶の子分。元「夜王」の副リーダー。低身長、サングラスに出っ歯が特徴。語尾に「ヤンス」と付けるのが癖。情報収集などで小烏丸を支援する。現在ではしのっぷに役をとられている。本名は不明。アニメ版では出番がない。
キツネ
イッキ、カズ、オニギリの友人。小学校からの付き合い。ガンズの先輩に媚びるなど、若干小物な性格。
マキ
東中ガンズ先代トップ、暴風族を始めたイッキをカズにシメさせようとするが返り討ちにされ、卒業式の日にイッキ達が暴風族をすることを認めた。普段は寡黙というよりも無口で、カズもマキの声を聞いたことは無かったらしい。カズに「イッキの首を取ってこい」と中々に卑劣なことを言うが、実際にはカズとイッキを戦わせてみたかったらしい。卒業式の際に東中ガンズに対する真摯な情熱とその伝統への敬意が見られる。卒業後はヤクザの見習いになるが、出世できるか怪しいところ。ゴンゾーと並んで読者人気は0。
折原 征也（おりはら まさや）
声 - 檀臣幸
東雲東中教師。学年主任で、厳格な性格だが、生徒に優しい一面もあり、読者にも人気。空手3段、柔道2段であり、8年間お礼参りを返り討ちにし続けているらしい。彼の手刀はビール瓶を割らずに切断するほどの鋭さを持つ。一時期オニギリ（今は仏茶）の彼女であった妹がおり、武術を教えている。彼自身もA・Tをやっていたようである。
富田毬との関係は良好の模様でコロ爺からは結婚とも言われている。
富田 毬（とみた まり）
声 - 下屋則子
イッキ達の担任の新任教師。愛称はトンちゃん。天然ボケな性格のようだが、自らの保身などに危機が及ぶと、言動があざとくなる。かつての折原の教え子で、折原の粋な計らいで危機を救われたのがきっかけで教師を目指す。国語科だが、授業でメール語を教えていた。若い男性に対して特殊な嫌悪感・危機感を抱いており、時々妄想が暴走し、パニックに陥ることがある。自動車を持っているが、イッキ達に酷い扱いをされている。
信長（のぶなが）
東雲東中2年生。"波動砲ヘアー"と称されるほどのバカでかいリーゼントである。上級生のイッキ達に喧嘩を売った際、幽霊騒動に巻き込まれる。その後「小烏丸」の助っ人メンバーとなるが、戦績はふるわない。
しのっぷ
信長達のグループで、唯一不良じゃない少年。パソコンが得意で、エンブレムデザインが趣味。
信玄（しんげん）
信長の子分。歴史教訓マニア。しかしあまりに詳しすぎてその内容はよく省略される。エミリに惚れている。信長の子分はあと二人いたが登場しなくなった。
ちゃーこ
東雲東中の2年生の女子生徒。イッキの友人で彼に好意をもつが、伝える勇気がない。彼の好きなイノキ全集を買うなど一途に慕っている。イッキが間垣に敗れた後、間垣とその仲間にレイプされた。カズによると処女だった。
石渡 ゆかり（いしわたり ゆかり）
3年3組の生徒で、学年一の美女と名高い。カズのことが好き。エミリのライバル。おしとやかそうな顔とは裏腹に結構卑怯な性格。同姓からも慕われており、取り巻きの女子が多い。

## 暴風族（ストームライダー）
間垣 浩二（まがき こうじ）
声 - 檜山修之
Cクラスチーム「髑髏十字軍（スカルセイダース）」リーダー。まだA・Tを始めていないイッキを西中と手を組み呼び出し、リンチをおこなった。さらに、その場にいたイッキの友達である女子中学生複数人を髑髏十字軍全員で輪姦し、イッキの親友だったカズとオニギリに、また、クラスメイト全員にイッキへのイジメを強要したり、その後も定期的に女子を連れてくるように脅したりと、ヤクザまがいの極悪な不良。その後、東中付近をエリアとするが、「眠りの森」の力を借りたイッキとエンブレムを賭けて戦うが敗れ、前歯をなくし、鼻を折り、さらに痔になった（自身の武器が尻に刺さったため）。ゴツい外見だが、一応高校生である模様。一般レベルでは喧嘩はかなり強い。チームを解散されたことで周囲から舐められるようになり、腹いせにぼったくりの中華料理店の看板娘を強姦するなど蛮行を働き、イッキに復讐を誓った矢先に、マル風Gメンだった咢に襲撃され逮捕された。
アニメでは彼の暴力行為が大幅にカットされ、イッキと二回戦うことになっている。
犬山（いぬやま）
声 - 田中一成
Bクラスチーム「レザ・ボア・ドッグス」総長。漢。ドーベルマンのマスクを愛用し、鼻の部分にリーゼントを収納している。固めたリーゼントでブッ叩く「ド魂パチキ」はヘルメットやコンクリートを破壊するほどの威力があり、アキラにも知られるほど有名。シムカに奪われたエンブレムを巡って転戦を繰り返し、イッキとも戦うことになる。戦いには敗れたがハンデがあったからということで引き分けとなった。イッキからはA・Tの先輩として慕われており、イッキに何かあるといつも飛んでくる。部下を大切に思い、慕われている。T・ゴンゾーとは幼馴染。アイオーンの誘いを受け、武内空との決戦に参戦する。
T・ゴンゾー / 徳俵 権造（とくだわら ごんぞう）
声 - 志村知幸
Aクラスチーム「金鉄ブルズ」リーダー。犬山とは幼馴染みで行動を共にすることも多い。バッファローのマスクを愛用している。A・Tの実力はあったがマル風Gメンの咢に敗北、逮捕されかけるもイッキ達に救われる。その後は引退しショップを始めた。そのショップもイッキ達が正式にチームを立ち上げるときに、麻雀で負けたのを理由に大量に前借りとして持ってかれた。ジェネシスが傘下に入るのを聞きつけ、祝いに行ったときに酒を飲ませた。読者人気はほぼ0で、イッキにも忘れられていく。アイオーンの誘いを受け、武内空との決戦に参戦する。
イリヤ＝ナツミ（入谷 夏美）
声 - 麻田真夕
身長166cm B81/W66/H83
Fクラスチーム「サーベルタイガー」リーダー。「褐色のブラッディソード」の異名を持つ女性。女であることを武器にして戦う。「夜王」壊滅後の縄張りを巡って「小烏丸」と戦い、敗北する。その後「ピンクパンサー」というチーム名で再結成した。「小烏丸」のと一戦以降、イッキに惚れている。
ポチョムキン
声 - 浪川大輔
Eクラスチーム「ポチョムキン」を構成する本名不明の8ツ子の兄弟。住民であるホームレスの援護と勝利のために犠牲を厭わない"死出の道（ネクロード）"で絶対的に有利な戦いをする。国の退去処分から住民を守っているが、実は国に軍艦島の所有権を渡したくない業者に雇われたライダー。一度「小烏丸」に敗れたが、再び現れたことから、まだチームは健在の様子。連れている猿の名前は悟空。アイオーンの誘いを受け、武内空との決戦に参戦する。
梶 正剛（かじ せいごう）
チーム「クレイジー・マスク」のリーダーで、"紫電の道"の亜種、"轟雷の道（ブリッツェン・ロード）"を走る超武闘派Aランクライダー。「狂面」の異名を持つ。鵺とは同期のライバルであるが、能力値には相当の差がある。蛾媚刺によって仮面ごと顔の皮を剥がされた。鵺のライバルであると同時に親友でもある。

## ノベルス版の人物
カロン
空白エリア《ワダチ》への案内を務める渡し守。かつては旧・「眠りの森」に組していたが離脱、全ての人に扱える「万能の玉璽」の開発を目指し、「僣王」の異名をとった。
カッサンドラ
カロンと共に旧・「眠りの森」を離脱、A・T産業「和達精機」を利用し「万能の玉璽」の開発をすすめていた。生まれつき瞳が細動しており、目を見た者に自由に催眠術をかけられる生まれながらの催眠術師。ソネットのちぎれる「荊の玉璽もどき」を使い《ワダチ》Cエリアの汚水処理施設で侵入者を待ち受ける。
ヘパイストス
《ワダチ》Dエリアの番人で、共同溝の中で小烏丸を迎え撃つ。「炎の玉璽もどき」の使い手。周囲の気圧を高め、相手に過呼吸を促すことで、戦いを有利に進める。